# Gunhild Klarskov
Gunhild Klarskov Kristiansen født 1963 er en dansk kapgænger medlem af Sdr. Omme IF. Hun er indehaver af fire danske rekorder i kapgang. Hun satte i 1984 verdensrekord indendørs på 10.000 meter med tiden 51.47,0.

## Danske rekorder
- 1500 meter gang: 6:45.0 (26-07-1983)
- 3000 meter gang: 13:46.1 (04-07-1987)
- 5000 meter gang: 23:25.4 (21-09-1985)
- 20 km gang: 1:45.28 (08-05-1986)

## Verdensrekord
- 10 000 meter gang (inde): 51:47,0 (Odense 17-03-1984)